# 75
Évszázadok: i. e. 1. század – 1. század – 2. század
Évtizedek: 20-as évek – 30-as évek – 40-es évek – 50-es évek – 60-as évek – 70-es évek – 80-as évek – 90-es évek – 100-as évek – 110-es évek – 120-as évek
Évek: 70 – 71 – 72 – 73 –  74 – 75 – 76 – 77 – 78 – 79 – 80

## Események

### Római Birodalom
- Vespasianus császárt (helyettese január 13-tól vagy márciustól Caesar Domitianus) és fiát, Titus Caesar Vespasianust (helyettese Lucius Pasidienus Firmus) választják consulnak.
- A Forumon elkészül a Béke temploma (Templum Pacis, de Vespasianus fórumaként is ismert), itt állítják ki a jeruzsálemi templomból elhozott menórát is.
- Vespasianus megerősíti helyén I. Mithridatészt, Ibéria klienskirályát, egyben megerődítik Armazi városát.
- Sextus Iulius Frontinus váltja Quintus Petillius Cerialist Britannia provincia élén. Dél-Walesben megalapítja Isca Augusta erődjét, ahonnan a Legio II Augusta folytatja a szilurok elleni háborút.

### Kína
- 47 éves korában meghal Ming császár. Utódja a korábban trónörökösnek kinevezett, 18 éves negyedik fia, Ta, aki a Csang uralkodói nevet veszi fel.
- A Tarim-medence oázisvárosai fellázadnak a kínai uralom ellen, Kasgart és Turpant ostrom alá veszik. Az új császár tanácsadói hatására elrendeli a Tarimból való kivonulást, de Pan Csao hadvezér visszafoglalja Kasgart, majd meggyőzi a császárt, hogy a hsziungnuk elleni harcban szükség van a kínaiak közép-ázsiai jelenlétére.

## Halálozások
- Han Ming-ti, kínai császár.

## Fordítás
- Ez a szócikk részben vagy egészben  az   AD 75 című angol Wikipédia-szócikk ezen változatának fordításán alapul.  Az eredeti cikk szerkesztőit annak laptörténete sorolja fel. Ez a jelzés csupán a megfogalmazás eredetét és a szerzői jogokat jelzi, nem szolgál a cikkben szereplő információk forrásmegjelöléseként.